# NGC 4561
NGC 4561 (również IC 3569, PGC 42020 lub UGC 7768) – galaktyka spiralna z poprzeczką (SBcd), znajdująca się w gwiazdozbiorze Warkocza Bereniki. Odkrył ją William Herschel 27 kwietnia 1785 roku.